# Station Kongsberg
Station Kongsberg is een station in  Kongsberg in fylke Viken in  Noorwegen. Het station ligt aan Sørlandsbanen. Naast de treinen van Oslo naar het zuiden is het station eindpunt van de lokale lijn naar Eidsvoll. In het verleden was Kongsberg tevens het beginpunt voor treinen naar Rødberg via Numedalsbanen, maar die lijn is al jaren geleden gesloten voor personenvervoer.

## Geschiedenis
Kongsberg kreeg een eerste station in 1871 na de aanleg van een spoorlijn tussen Kongsberg en Hokksund. Het huidige stationsgebouw, ontworpen door Gudmund Hoel en Niels Winge Grimnes, dateert uit 1917. Het werd gebouwd in combinatie met de aanleg van Sørlandsbanen. Sinds 1997 is het gebouw beschermd als monument.

## Verbindingen

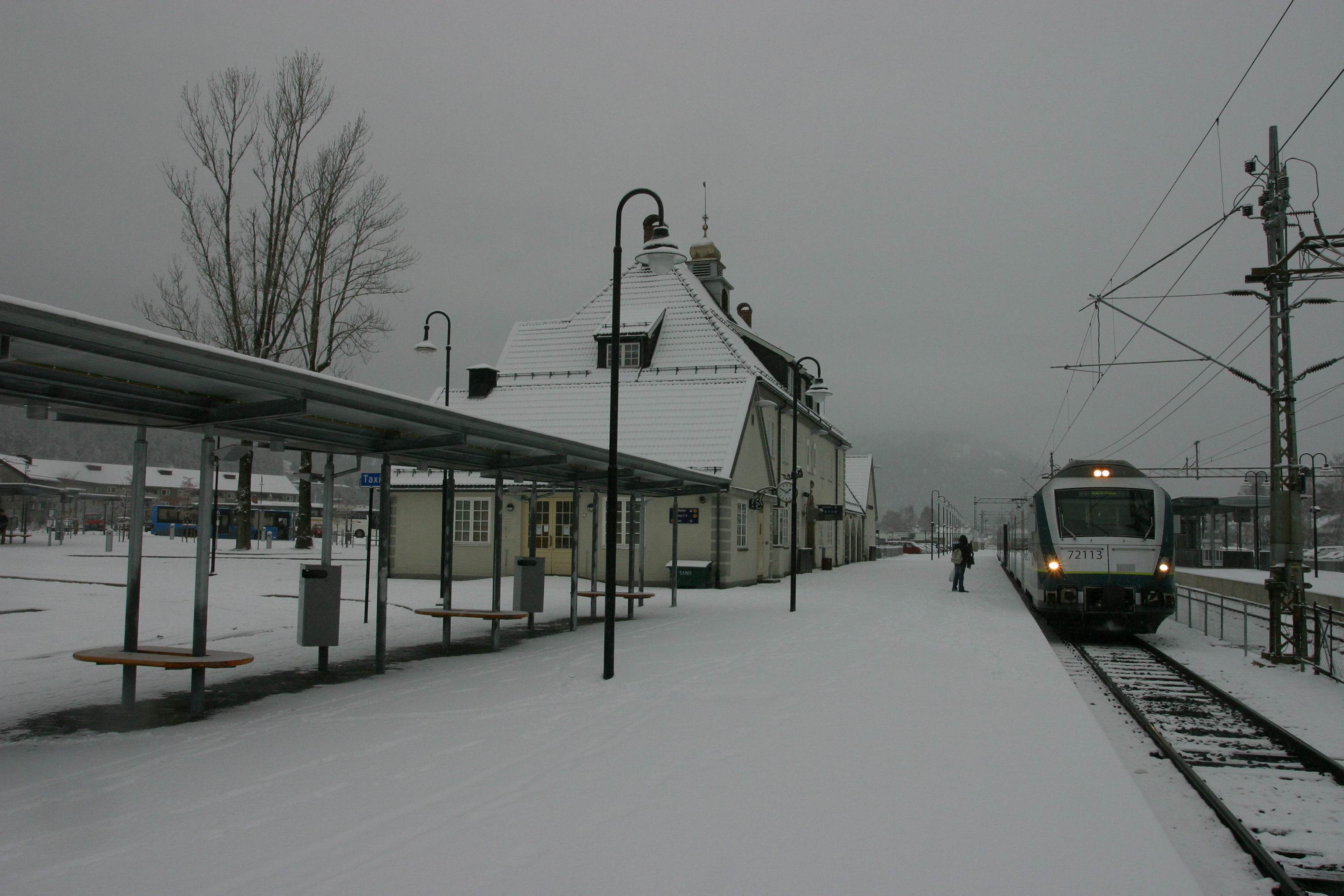
De stoptrein naar Eidsvoll op station Kongsberg

Sinds december 2019 wordt de verbinding tussen Stavanger via Kristiansand en Kongsberg naar Oslo S., lijn S50,  uitgevoerd door Go-Ahead. Volgens de dienstregeling 2023 gaan er op werkdagen dagelijks acht treinen in beide richtingen. In het weekend vijf tot zeven. 
De stoptrein tussen Kongsberg en Eidsvoll via Oslo, lijn R12, wordt uitgevoed door Vy, de nieuwe naam van het Noorse staatsspoorbedrijf. Volgens de dienstregeling 2023 rijdt er zowel op werkdagen als in het weekend een trein per uur. 
Het station is tevens knooppunt voor lokale en regionale busdiensten die worden uitgevoerd door Brakar, het busbedrijf van de voormalige fylke Buskerud.. 